# Acacia porphyrochila
Acacia porphyrochila é uma espécie de leguminosa do gênero Acacia, pertencente à família Fabaceae.